# Peneu (Tessàlia)
|  | Per a altres significats, vegeu «Peneu (Peloponès)». |

El Peneu (en grec: Πηνειός, pronunciat Piniós en grec modern i Pēneiós en grec clàssic) és un riu de la regió grega de Tessàlia. Naix a la serralada del Pindos i desemboca a la mar Egea, passant per la vall de Tempe, entre el mont Olimp i el mont Ossa. Als seus inicis travessa una perita vall fins que arriba a una zona de roques perpendiculars anomenades Els Meteors, que tenen als seus cims diversos monestirs. Es dirigeix al sud, i a la plana rep gairebé tots els seus afluents.
A l'antiguitat habitaven la Vall del Peneu tribus importants com ara els perrebeus, que van donar nom a la comarca de la Perrèbia; els hestieotes, de l'Hestieòtide; els antics pelasgs, i altres. El déu Peneu una la divinitat fluvial identificada amb aquest riu.